# 郭昭男
郭昭男（1992年11月6日—）是臺灣男子籃球運動員，場上主打前鋒位置，現效力於超級籃球聯賽裕隆集團。

## 生平
郭昭男來自彰化，父親在國小六年級因為癌症逝世，母親在高爾夫球場擔任桿弟，因為家境關係選擇就讀學雜費全免的青年高中、國立高雄師範大學，2015年9月在超級籃球聯賽新人選秀會第三輪獲得臺北達欣工程青睞，曾跟隨球隊競逐觀護盃，但臺北達欣工程評估還無法成為即戰力而將郭昭男釋出，之後被新北裕隆納智捷網羅。

## 外部連結
- 郭昭男在Eurobasket.com（球員）（英语）
- 郭昭男在Flashscore（英语）